# Kleinrinderfeld
Kleinrinderfeld – miejscowość i gmina w Niemczech, w kraju związkowym Bawaria, w rejencji Dolna Frankonia, w regionie Würzburg, w powiecie Würzburg. Leży około 12 km na południowy zachód od Würzburga, przy autostradzie A81.

## Demografia
| Rok  | Liczba mieszk. |
| ---- | -------------- |
| 1970 | 1679           |
| 1987 | 1823           |
| 2000 | 2022           |

## Oświata
(na 1999)

W gminie znajduje się 75 miejsc przedszkolnych (z 75 dziećmi) oraz szkoła podstawowa (19 nauczycieli, 269 uczniów).